# Beereswarapura, Nagamangala
Beereswarapura là một làng thuộc tehsil Nagamangala, huyện Mandya, bang Karnataka, Ấn Độ.